# Список умерших в 636 году

## Март
- 12 марта — Сисенанд, король вестготов (631—636).

## Апрель
- 4 апреля — Исидор Севильский, архиепископ Гиспалы (Севильи) в вестготской Испании (600/601—636).

## Июль
- 28 июля — Чжансунь, первая жена китайского императора Ли Шиминя.

## Август
- Икрима ибн Абу Джахль, один из сподвижников пророка Мухаммада.

## Дата смерти неизвестна или требует уточнения
- Абдуллах ибн Умм Мактум, сподвижник пророка Мухаммада, двоюродный брат его жены Хадиджи, второй муэдзин в истории ислама.
- Ариоальд, король лангобардов (625/626—636), до того — герцог Турина.
- Вараз-Григор, первый правитель Кавказской Албании (628—636).
- Дерван, один из первых князей сорбов и всего союза Лужичан.
- Квихельм, король Уэссекса (626—636).
- Кистеннин ап Риддерх, король Альт Клуита (612/614—617).
- Рустам Фаррохзад, спахбед Адурбагана во время правления Борандохта и Йездегерда III.
- Сад ибн Убада, исламский политический деятель, сподвижник пророка Мухаммеда, один из лидеров мединского племени Хазрадж.
- Сигеберт, король Восточной Англии (629—634).
- Феодор, византийский полководец.
- Эгрик, король Восточной Англии (634—636).
- Эрнайн мак Фиахнай, король Айлеха (630—636).